# Rush (album)
A Rush a kanadai Rush együttes 1974-ben megjelent bemutatkozó nagylemeze. Ez az egyetlen Rush stúdióalbum, melyen az eredeti dobos, John Rutsey játszik. A zenekar későbbi progresszív stílusára jellemző komplex dalszerkezetekkel ellentétben ezen az első albumon a Rush hangzása sokkal inkább az 1970-es évek eleji brit hard rock/heavy metal együttesek stílusát követte. Különösen a Led Zeppelin hatása érezhető erősen egyes a dalokban a gitáros Alex Lifeson bluesos játékának, és az énekes Geddy Lee magas, Robert Plantre emlékeztető hangja miatt.

## Történet
Az 1968-ban alakult Rush trió öt év koncertezés után jelentette első stúdiófelvételét. A Not Fade Away című Buddy Holly-dal feldolgozását és a You Can't Fight It című saját dalukat 1973-ban adták ki kislemezen. Ugyanebben az évben kezdtek neki első nagylemezük felvételeinek az Eastern Sound stúdióban, majd novemberben a Toronto Sound Studiosban egy második session keretében átrostálták a dalokat, néhányat újra rögzítettek a lemezhez, másokat pedig, mint például a bemutatkozó kislemez dalait, kihúztak a végleges számlistáról.
A bemutatkozó Rush-album eredetileg saját kiadásban jelent meg a Moon Records neve alatt Kanadában, 1974 márciusában. 3500 példányban nyomták ki az albumot, és rövid időn belül elfogyott. Az album Working Man című dala Donna Halper rádiósnak köszönhetően Clevelandben a városi rádióban nagy sláger lett, és gyakorlatilag ennek köszönhető az amerikai Mercury Recordsszal megkötött nagykiadós szerződés. 
A Mercury júliusban adta ki Amerikában a Rush bemutatkozó albumát, melyet újrakevert, feljavított Terry Brown hangmérnök (akivel később több albumon is együtt dolgozott a zenekar). A Billboard lemezeladási listáján a 105. helyig jutott az album, és az Egyesült Államokban 1995-re érte el az aranylemezt jelentő ötszázezres példányszámot. CD-n először 1987-ben jelent meg a lemez, majd 1997-ben a Rush Remasters sorozatban digitálisan feljavított hangzással adták ki újra az albumot.
A lemez borítóján a Rush-logó eredetileg piros színű volt, de nyomdai hiba miatt rózsaszín árnyalatban került boltokba. Az albumról a Finding My Way és az In the Mood jelentek meg kislemezen 1974-ben. 2008 júliusában a Rock Band számítógépes játék kapcsán megjelent a Working Man dal egy korai, a nagylemezen hallhatótól eltérő változata ("vault edition").

## Az album dalai
Minden dal Geddy Lee és Alex Lifeson szerzeménye, kivéve az In the Mood című dalt, melyet Geddy Lee írt.
1. Finding My Way – 5:05
2. Need Some Love – 2:18
3. Take a Friend – 4:24
4. Here Again – 7:37
5. What You're Doing – 4:22
6. In the Mood – 3:33
7. Before And After – 5:34
8. Working Man – 7:11

## Közreműködők
- Geddy Lee – ének, basszusgitár
- Alex Lifeson – gitár, vokál
- John Rutsey – dobok, vokál

## Külső hivatkozások
- Rush hivatalos honlap
- Rush-diszkográfia – Prog Archives
- Garden Road video (kiadatlan korai dal)